# マリク・デルガティ
マリク・デルガティ（Malik Delgaty、2000年9月29日 －）は、カナダ出身のゲイポルノ男優。

## 経歴
18歳の時にストリッパーとして働き始めたが、働き始めたクラブは彼の父親も20年前にストリッパーとして勤めていた場所だった、これについてマリクは「血は争えない」とコメントしている。
2020年の新型コロナウィルスのパンデミックの最中、良い条件とともにポルノ業界に誘われたことでポルノ男優になった、本人はこれについて「良い判断だった」と語っている。
Men.comと独占契約を結んでいる。
2021年、オーストラリアのゲイ雑誌DNAの毎年恒例の企画Sexiest Man Aliveに選ばれる。
2023年、ゲイポルノ男優の中で最も検索された俳優に選ばれる。

## 余談
ゲイポルノ男優専門だが、本人は異性愛者である。

## 受賞
| 年   | 賞              | 結果       | 部門                                                   | 作品    | 脚注  |
| ---- | --------------- | ---------- | ------------------------------------------------------ | ------- | ----- |
| 2023 | AVNアワード     | ノミネート | Best Bi Sex Scene (ダンテ・コッレ、ハーレー・リードと) | CineCum | [ 7 ] |
| 2024 | GRABBYSアワード | 受賞       | Best Versatile Performer                               |         | [ 8 ] |